# Welcome To My Garden
Welcome To My Garden is een platform waarop eigenaars van een tuin die gratis kunnen openstellen als kampeerplek voor trage reizigers.

## Geschiedenis
Manon Brulard en Dries Van Ransbeeck namen dit initiatief vanuit het vooruitzicht dat de coronacrisis in België zou leiden tot meer reizen in eigen land. Campings zijn niet dikgezaaid in België en wildkamperen is er verboden. Wel zijn er enkele paalkampeerterreinen voor gebruikers van trage wegen. Om een toeloop op deze bivakzones te vermijden werd de website gelanceerd en begin mei 2020 bekendgemaakt op Facebook. 
De sociaalnetwerksite voor gastvrijheid onder fietsers en wandelaars werd breed gedeeld en kreeg persaandacht in Franstalig en Nederlandstalig België. Enkele dagen later telde de interactieve website meer dan 300 tuinen. Op 24 juni kreeg de website een update waarbij onder meer LF-routes en GR-paden kunnen worden weergegeven op de overzichtskaart.
In juli werd dit burgerinitiatief vermeld in The Brussels Times, in reisverhalen van onder meer Het Laatste Nieuws en kwam ook op radio en televisie. Op 1 augustus telde de website 1400 tuinen en 5000 geregistreerde gebruikers. Op 17 augustus maakte de krant Le Soir gewag van een dicht en drukbezocht netwerk met ambitie om ook buiten België verder te groeien. Op 20 augustus had de website 10000 geregistreerde bezoekers, 3000 actieve gebruikers per dag met een netwerk van 2000 tuinen in en rond België.
Het platform werd ontwikkeld op vrijwillige basis door samenwerking via GitHub, een opensource samenwerkingsplatform. De technische kosten worden gefinancierd met crowdfunding en in september maakte het collectief bekend dat de Vlaamse Gemeenschapscommissie ook steun verleent die wordt aangewend om drie vrijwilligers van een vergoeding te voorzien. In 2023 werd er een jaarlijks lidmaatschap van €36 voor alle trage reizigers geïntroduceerd.